# Little Walter

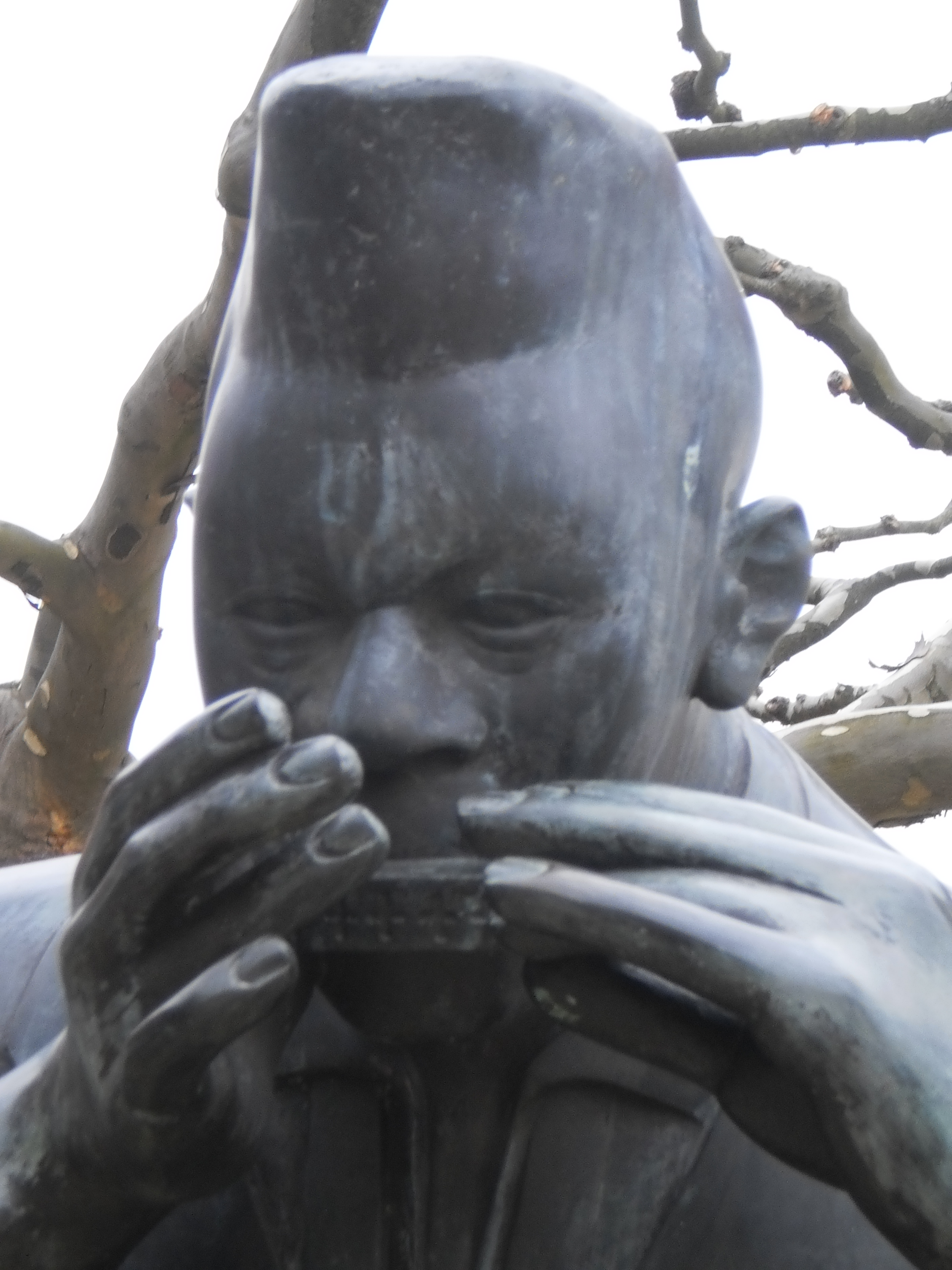
Little Walter, Bronzestatue vor dem Jazzinstitut Darmstadt

Little Walter (* 1. Mai 1930 als Marion Walter Jacobs in Marksville, Louisiana; † 15. Februar 1968 in Chicago, Illinois) war ein US-amerikanischer Bluesmusiker.
Der Einfluss von Little Walter auf die Harmonika im Blues ist mit dem von B.B. King auf die Gitarre zu vergleichen. Kritiker vergleichen Little Walter gar mit Charlie Parker. Dieser Vergleich rührt wahrscheinlich auch daher, dass Little Walter als einer der ersten seine Harmonika über ein Mikrofon und einen Gitarrenverstärker spielte und dabei einen Klang erzielte, der dem eines Saxophons sehr ähnlich war. In ihrer kurzen Biographie schreibt Madison Deniro über Little Walter: „Er war der erste Musiker überhaupt, der mit Absicht elektronische Verzerrung benutzte.“
Inspiriert von Bluesmusikern wie Sonny Boy Williamson I. und Big Walter Horton kreierte er im Chicago Blues einen neuen Stil, dessen Soli aus originellen Akkordfolgen bestanden und einen sehr „elektrischen“ Sound hatten.
Little Walter wurde bereits 1980 als einer der ersten in die Blues Hall of Fame aufgenommen. 2008 wurde er als Sidemen und als einziger Mundharmonika-Spieler auch in die Rock and Roll Hall of Fame aufgenommen.

## Leben
Mitte der Vierziger war Little Walter von Louisiana über Helena, Memphis und St. Louis nach Chicago gekommen. In Helena hatte er Kontakt zu den Gitarristen Houston Stackhouse und Robert Lockwood Jr. gehabt. In Chicago angekommen, hielt sich Walter oft am Maxwell Street Market auf, der Treffpunkt vieler Bluesmusiker aus dem Süden war. Dort traf er auch auf Jimmy Rogers, der viel Zeit mit Muddy Waters verbrachte.
Muddy Waters erkannte das Können des Ausnahmemusikers und nahm den jungen Walter in seine Band auf. So spielten sie in der Besetzung Muddy Waters (git, voc.), Jimmy Rogers (git.), Little Walter (hca.), Ernest „Big“ Crawford (bs) und „Baby Face“ Leroy Foster (dr.), später ersetzt durch Elgin Evans. Aufnahmen entstanden im Mai 1949 für das kurzlebige Label Tempo-Tone.
Die ersten Schallplatten erschienen 1950 auf dem gleichnamigen Label der Brüder Leonard und Phil Chess. Chess sollte in den folgenden Jahren zur marktbeherrschenden Plattenfirma des Blues werden. Ein großer Anteil daran wird den Erfolgen von Muddy Waters und Little Walter zugeschrieben.
Eher einem Zufall ist es zu verdanken, dass Little Walter als Solist von den Chess-Brüdern aufgenommen wurde. Das Instrumental Juke, das am 12. Mai 1952 aufgenommen wurde, sollte als Erkennungsstück für die Band von Muddy Waters dienen. Es wurde zu einem ganz großen Hit und für Little Walter zum Einstieg in seine Solokarriere. Dank dem Erfolg dieser Aufnahme konnte er als erster Bluesmusiker aus Chicago im Apollo Theater in New York auftreten. Juke war auch die erste Harmonika-Instrumentalnummer, die es in die Billboard R&B Charts schaffte. Dort hielt sich die Aufnahme 20 Wochen lang, davon acht auf Platz 1.
Bis 1957 erscheint Little Walter noch in den Besetzungslisten bei den Schallplattenaufnahmen der Muddy Waters Band. Dann wurde er ersetzt vom jungen Junior Wells, der Jahre später mit Buddy Guy ein erfolgreiches musikalisches Duo bilden sollte.
Little Walter übernahm im Gegenzug die Band von Junior Wells, die Aces, die er in „Jukes“ umbenannte, in der Besetzung Louis Myers (git.), Dave Myers (bs.) und Fred Below (dr.). Mit der Band hatte Little Walter eine Reihe von Hits wie zum Beispiel Mean old world, Off the wall und Blues with a feeling.
Aber der musikalische Erfolg hatte für Little Walter nicht nur positive Seiten; er war streitsüchtig und arrogant und versuchte andere zu übervorteilen. Little Walter trennte sich von den Myers. Ihren Platz nahm der Gitarrist Robert Lockwood jr. ein, den Walter bereits Jahre zuvor in Helena getroffen hatte. Den Bass übernahm Willie Dixon, eine bekannte Größe im Chicago Blues. Walter kannte Dixon schon aus dem Umfeld von Muddy Waters. Dixon hatte einige der Hits geschrieben, die den Grundstein für den Erfolg von Muddy Waters bildeten. Für Walter schrieb Dixon das Stück My Babe, mit dem er noch einmal die ersten Plätze der Hitparaden errang. Aber für Little Walter war es der Anfang vom Ende.
1959 verließ Robert Lockwood jr. die Band. Wohl auch, weil es selbst für den schweigsamen Gitarristen immer schwieriger wurde, mit Walter klarzukommen. Das allgemeine Interesse für Little Walter ließ rapide nach und er wurde in dieser Zeit als sehr launisch beschrieben. Chess nahm ihn nur noch selten auf, er war zu Beginn der sechziger Jahre kommerziell am Ende.
In den Jahren 1964 und 1967 kam Walter im Rahmen des American Folk Blues Festival nach Europa. Aber das europäische Blues Revival konnte diesem Könner auf der Blues Harp nicht mehr auf die Beine helfen. Einige Monate nach seiner zweiten Europatour geriet er in eine Schlägerei, als er in einer Konzertpause auf die Straße in der South Side von Chicago ging. Die eigentlich relativ geringe Verletzung, die er sich dabei zuzog, führte zusammen mit früheren Verletzungen aus Gewalttätigkeiten dazu, dass er im Schlaf verstarb. Er hatte sich im Apartment seiner Freundin in der 209 E. 54th Straße zu Bett gelegt. Als offizielle Todesursache steht im Totenschein „Herzthrombose“ (ein Verschluss im Herzbeutel); es wurden keine äußerlichen Verletzungen festgestellt. Er wurde auf dem St. Mary’s Friedhof in Evergreen Park, IL am 22. Februar 1968 beerdigt.
1980 wurde er in die Blues Hall of Fame aufgenommen; auch sein Song My Babe ist seit 2008 dort zu finden. Ebenfalls 2008 wurde Walter in die Rock and Roll Hall of Fame aufgenommen. Im selben Jahr erschien auch der Spielfilm Cadillac Records, der zum Teil auch seine Lebensgeschichte erzählt. Columbus Short spielte in diesem Film Little Walter.

## Diskografie
- 1964 Little Walter – Pye
- 1967 Super Blues – Chess
- 1969 Hate To See You Go – Universal Distribution
- 1986 Windy City Blues [live] – Blue Moon
- 1992 Juke Snapper
- 1997 His Best – MCA / Chess (50th Anniversary Collection)
- 1997 Confessin' the Blues – MCA/Chess
- 1997 Blues With a Feelin’ – MCA/Chess
- 2000 Live in the Windy City – Columbia River Entertainment Group
- 2004 Classics 1947–1953 – B&R Classics
- 2005 Little Walter 1947–1953 – Classics
- 2005 Juke – Proper Introduction to Little Walter – Proper
- 2006 Stray Dog Blues – Rev-Ola
- 2006 The Essential Blue Archive-Blues With a Feeling – Blue Label (SPV)
- 2008 Music Ave
- 2008 Classics 1953–1955 – B&R Classics
- 2009 The Complete Chess Masters (1950–1967) – Hip-o Select
- 2011 Rock Bottom